# Indiana Jones i Wielki Krąg
Artykuł ten został zgłoszony do umieszczenia na stronie głównej w rubryce „Czy wiesz”.
Pomóż nam go sprawdzić: oceń zgłoszoną nominację.
Indiana Jones i Wielki Krąg (ang. Indiana Jones and the Great Circle) – pierwszoosobowa przygodowa gra akcji z elementami trzecioosobowymi osadzona w kanonie filmów o Indianie Jones, stworzona przez studio MachineGames i wydana przez Bethesda Softworks. Pełna wersja ukazała się 9 grudnia 2024 roku na PC oraz Xbox Series X|S (również w usłudze Game Pass). Wersja na PlayStation 5 trybem 4K dla PS5 Pro trafiła do sprzedaży 17 kwietnia 2025 roku. Twórcy zapowiedzieli również fabularny dodatek pod tytułem „Zakon Olbrzymów”, który ma się ukazać 4 września 2025 roku.

## Fabuła

### Miejsce akcji
Akcja rozgrywa się w 1937 roku, między wydarzeniami filmów Poszukiwacze zaginionej Arki a Ostatnia krucjata.

### Postacie
Głównym bohaterem gry jest Indiana Jones (Troy Baker; Albert Osik), archeolog i poszukiwacz przygód. Kolejną postacią jest Gina Lombardi (Alessandra Mastronardi; Zuzanna Galia), która tak jak Indy próbuje dotrzeć do tytułowego „Wielkiego Kręgu” oraz odszukać swoją zaginioną siostrę. Głównym antagonistą jest Emmerich Voss (Marios Gavrilis, Krzysztof Cybiński), nazistowski oficer‐archeolog, który pragnie wykorzystać Wielki Krąg do celów III Rzeszy. W trakcie rozgrywki spotykamy też Nefilima – Locusa (Tonny Todd; Arutr Dziurman), który ma chronić tajemnice Wielkiego Kręgu i nikomu ich nie ujawniać. Ważną rolę odgrywa również Ojciec Antonio Morello (Enrico Colantoni; Waldemar Barwiński) jako stary przyjaciel protagonisty, pomaga mu przemierzać Watykan.

### Streszczenie fabuły
Gra rozpoczyna się od odtworzenia słynnej sceny z Poszukiwaczy zaginionej Arki, w której bohater przemierza dżunglę w poszukiwaniu złotego bożka. Ta sekwencja pełni rolę samouczka. Następnie przenosimy się do Marshall College, gdzie pierwszy raz spotykamy się z Olbrzymem. Pozbawia Indianę przytomności, którą odzyskuje dopiero następnego dnia. Po przebudzeniu bohater zauważa, że dwie duże gabloty są rozbite i próbuje rozwiązać zagadkę kradzieży artefaktów, które się w nich znajdowały. Trop w postaci zgubionego naszyjnika prowadzi Jonesa do Watykanu. Przemierzając Stolicę Apostolską Indy stara się dostać do tajnych archiwów watykańskich aby odzyskać skradzioną mumię kota. Zwiedzić Zamek św. Anioła czy podziemia wieży Mikołaja V. Końcowym etapem pobytu w Watykanie jest dostanie bohatera się na dach Bazyliki św. Piotra. Najpierw jednak w podziemiach Indiana drugi raz ściera się z Locusem, aby następnie uciec nazistą, wydostać się na powierzchnię oraz wkraść się na pokład sterowca i odlecieć do Gizy. Docierając na miejsce Jones słyszy o planie Emmericha Vossa dotyczącym kradzieży figurki Ra. Następnie bohater zakrada się do biura antagonisty pod jego nieobecność, znajduje tam ciało martwego olbrzyma po czym nieoczekiwanie Voss wraca do biura a bohatera czeka walka na pięści. Po potyczce Jones udaję się do starożytnych jaskiń, gdzie po przemierzeniu różnych korytarzy i odblokowaniu drzwi bohatera czeka kolejna walka, tym razem ze ślepym olbrzymem. Kiedy Indy pokona olbrzyma, czeka go powrót na powierzchnię. Przy wyjściu z kompleksu zostaje zasypany piachem po szyję, krótko po tym zjawia się Voss odbierając bohaterowi fragment artefaktu. Zanim antagonista zniknie słyszymy meldunek o odnalezieniu zaginionej ekspedycji z Peru w Himalajach. Przyjaciele ratują Indianę, który następnie z Giną udaje się w Himalaje aby rozwiązać kolejną zagadkę i odzyskać skradziony artefaktu. Kiedy bohater znajdzie się na miejscu musi dotrzeć do uwięzionej łodzi i poszukać wskazówek, które powiedzą mu co się wydarzyło w tym miejscu. Krótko po tym rozpoczyna się ucieczka ze statku, który zaczął się rozpadać. Bohaterowie skaczą w anomalię wytworzoną przez artefakt i przenoszą się do II wojennego Szanghaju. Po udanej ucieczce protagonistów z wojennego krajobrazu trafiają do Sukhothai, gdzie zostają wciągnięci w sam środek walki rebeliantów z faszystami. Krótko po rozpoczęciu walki rebelianci wskażą Ginie i Jonesowi wyjście awaryjne w magazynie którym uciekają razem z rebeliantami. Bohaterowie wysłuchują opowieści o gigantach znanych jako Jeak, którzy pilnują „Błogosławionej Perły” a następnie wyruszają na jej poszukiwania. Trafiają do starożytnej świątyni i podczas przeszukiwania trafiają po raz kolejny na Locusa, z którym Indy toczy kolejną walkę. Wydarzenia prowadzą protagonistów do kolejnej świątyni, w której otrzymują pomoc od Pailin. Indiana przeszukując wnętrze trafia na szukany artefakt, jednak po wzięciu go z piedestału świątynia zaczyna tonąć oraz rozpadać się. Bohaterowie po ucieczce ze świątyni trafiają w środek bitwy pomiędzy Vossem i nazistami a Locusem, jednak mimo poprzednich wydarzeń Olbrzym decyduje się na sprzymierzenie z Indianą. Następnie po ucieczce rzeką protagoniści wskakują do wody i nurt rozdziela ich. Indiana i Locus unikają złapania przez nazistów jednak Gina nie miała tyle szczęścia, zostaje złapana przez Vossa i przetransportowana do Zigguratu w Ur w Iraku. Obecnym zadaniem Jonesa jest uratowanie Giny z rąk nazistów. Następnie bohaterowie przenikają do środka Zigguratu i trafiają do pomieszczenia z Arką Noego, gdzie kierują się do namiotu na końcu hali aby dowiedzieć się do czego służą artefakty. Kiedy Indy i Gina wchodzą do namiotu zostają pojmani przez Vossa, związani i umieszczeni na Arce. Podczas finałowej walki Indiana walczy z Emmerichem na pięści, całość trwa kilka sekwencji po czym bohater zawisa z nim na biczu. Gina pomaga wejść Jonesowi na pokład podczas gdy Voss wspina się po konstrukcji i próbuje przejąć kontrole nad Arką, jednak Locus przy użyciu artefaktów zabija go a bohaterowie opuszczają Arkę, gdy ta odlatuje w nieznane.  

## Produkcja i marketing
Pierwsze zapowiedzi pojawiły się już na początku stycznia 2021 roku, kiedy to Bethesda ogłosiła, że nawiązała współpracę z reaktywowanym Lucasfilm Games. Jej owocem miała być nowa gra Indiana Jones. Bethesda powiedziała wówczas, że nie będzie ona adaptacją żadnego filmu lecz będzie opowiadała zupełnie nową, nieznaną do tej pory historię. Pierwszy zwiastun wywołał wśród fanów zadowolenie, lecz jednocześnie stał się miejscem, gdzie dostrzegli wiele wskazówek dotyczących miejsca akcji przyszłej produkcji. Jedną z nich jest bilet lotniczy do Rzymu na 21 października 1937 roku, co może być potencjalnym i miejscem rozgrywki. Przypuszczano również, że artefaktem który Indy będzie musiał odzyskać jest Miecz Islamu. Dociekliwi fani odkryli, że jeden z pracowników Machine Games potwierdził na swoim profilu na LinkedIn, że w marcu rozpoczął pracę nad grą. 
Pierwsze informacje o pełnym tytule gry pojawiły się na platformie X 11 stycznia 2024 roku. Kurakasis, informator i badacz rynku gier, zauważył, że Lucasfilm 9 stycznia zarejestrował wiele domen odnoszących się do najnowszej produkcji o Indianie. Według tych informacji można było wywnioskować, że najnowsza część może nosić tytuł Indiana Jones and the Great Circle. Podczas pokazu Xbox Developer Direct potwierdziły się plotki odnoszące się do tytułu gry. Ogłoszono również, że gra zadebiutuje jeszcze w 2024 roku na konsolach Xbox Series X|S oraz PC, będzie również dostępna w usłudze Xbox Game Pass. Ponadto zaprezentowano również fragment rozgrywki. Podczas pokazu ujawniono i zaprezentowano polski dubbing, jednak Bethesda nie ujawniła obsady. Fani krytykowali głos Indiany, ponieważ brzmi za młodo jak na archeologa.
W podcaście Xboxa twórcy zaznaczyli, że w trakcie pracy nad ową grą urządzili sobie prawdziwy maraton filmów z Indym, skupiając się przede wszystkim na Poszukiwaczach zaginionej Arki, a także na Ostatniej krucjacie. Developerzy czerpali informacje o marce bezpośrednio od scenarzystów i reżyserów zaangażowanych w tworzenie kinowych przygód archeologa, a nawet uzyskał dostęp do archiwów Lucasfilm (producenta cyklu Indiana Jones).
Twórcy w sierpniu 2024 roku ujawnili datę premiery oraz zapowiedzieli, że wiosną 2025 roku gra trafi na konsolę PlayStation 5.

## Odbiór gry
Indiana Jones i Wielki Krąg został pozytywnie przyjęty przez krytyków, zarówno polskich, jak i zagranicznych. Chwalili oni fabułę, projekt poziomów, misje, rozgrywkę czy jakość oraz ilość przerywników filmowych. Według agregatora Metacritic najlepszą notę otrzymała wersja na PC oraz PlayStation 5 ze średnią 87/100 (75 recenzji – wersja na PC; 39 recenzji wersja na PS5, natomiast najmniejszą – wersja na Xboxa Series X (86/100 z 81 recenzji). Na stronie OpenCritic średnia z 202 recenzji wynosiła 87%, a 94% recenzji kończyło się rekomendacją gry (stan na lipiec 2025 roku).
Gra spotkała się z pozytywnym przyjęciem, uzyskując średnią 86/100 (Xbox) i 87/100 (PC) w serwisie Metacritic oraz 7.5/10 w serwisie GryOnline. Recenzenci chwalili filmowy klimat, aktorstwo Troya Bakera i projekt zagadek, choć krytykowali nierówne tempo akcji i przeciętny model walki.